# Daniel Yule
Daniel Yule (* 18. Februar 1993 in Martigny) ist ein Schweizer Skirennfahrer. Er ist auf die Disziplin Slalom spezialisiert. Seine grössten Erfolge feierte er bisher mit dem Olympiasieg 2018 und dem Weltmeistertitel 2019 im Mannschaftswettbewerb. Ausserdem konnte er sieben Weltcupsiege im Slalom erringen, womit er der erste männliche Schweizer überhaupt war, der mehr als zwei Weltcupslaloms gewann.

## Biografie

### Herkunft und Jugend
Yule ist britischer Herkunft: Sein englischer Vater und seine schottische Mutter liessen sich in Branche-d’en Haut nieder, einem kleinen Dorf im Val Ferret südlich von Orsières im französischsprachigen Teil des Kantons Wallis. Dort wuchs er zusammen mit einem älteren Bruder und einer jüngeren Schwester auf. 
Sein erstes Rennen bestritt er im Alter von fünf Jahren. 2008 gewann er drei Schweizer und zwei britische Jugendmeistertitel. Um in die Juniorenkader von Swiss-Ski aufgenommen werden zu können, liess er sich einbürgern; ausserdem gab er das Fussballspielen auf. Er besuchte das Gymnasium in Saint-Maurice und schloss es 2012 mit der Matura ab.
Als Mitglied des Nationalen Leistungszentrums West nahm Yule ab Dezember 2008 an FIS-Rennen und Juniorenrennen teil. Früh zeichnete sich eine Spezialisierung auf die technischen Disziplinen ab, da er kaum je Super-G-Rennen und Abfahrten bestritt. Die ersten Einsätze im Europacup hatte er im Januar 2011. Einen Monat später gewann er sein erstes FIS-Rennen, einen Slalom in Val-d’Isère. In die Punkteränge des Europacups fuhr er zum ersten Mal am 16. Januar 2012 beim Slalom von Méribel. 
Sechs Tage später folgte sein Weltcup-Debüt beim Hahnenkammslalom von Kitzbühel, er schied aber im ersten Lauf aus. Ende Januar gewann er den Schweizer Slalom-Juniorenmeistertitel. Gefördert von seinen Trainern Didier Plaschy und Steve Locher, etablierte er sich in der Saison 2012/13 allmählich im Europacup und erzielte zwei neunte Plätze als Bestergebnisse; ausserdem konnte er seinen Schweizer Meistertitel im Slalom bei den Junioren verteidigen.

### Annäherung an die Weltspitze
Am 4. Dezember 2013 gelang Yule im Slalom von Vemdalen der erste Sieg in einem Europacuprennen. Die ersten Weltcuppunkte gewann er am 6. Januar 2014 mit Platz 17 im Slalom von Bormio. Beim Slalom von Kitzbühel am 24. Januar erzielte er sein erstes Top-Ergebnis im Weltcup, als er sich mit Laufbestzeit im zweiten Durchgang noch von Rang 30 auf den siebten Platz verbesserte. 
Nachdem er bei den Olympischen Winterspielen 2014 – nach Rang 12 im ersten Lauf – im zweiten Durchgang des Slaloms ausgeschieden war, gewann er bei den Juniorenweltmeisterschaften 2014 die Slalom-Bronzemedaille. Im Europacup entschied er in der Saison 2013/14 die Slalom-Disziplinenwertung für sich. In der Weltcupsaison 2014/15 klassierte er sich dreimal als Zehnter.
Yule erreichte am 6. Januar 2016 mit dem sechsten Platz im Slalom von Santa Caterina ein neues Karrierehoch. Beim Saisonfinal in St. Moritz am 20. März 2016 lag er, nach einem beherzten ersten Lauf, mit einer Hundertstelsekunde Vorsprung auf Marco Schwarz in Führung, gestaltete den zweiten Lauf aber nicht fehlerfrei und fiel noch auf den elften Schlussrang zurück (das Rennen gewann André Myhrer). Dennoch war die Saison 2015/16 seine bis dahin erfolgreichste, erreichte er doch im Gesamtweltcup den 50. und im Slalomweltcup den 13. Platz. Ausserdem war er Mitglied des siegreichen Schweizer Teams, das am 18. März 2016 den Mannschaftswettbewerb vor Deutschland gewann.

### Olympiasieger und Weltmeister mit der Mannschaft
In der Weltcupsaison 2016/17 fuhr Yule sechsmal unter die besten zehn, wobei ein vierter Platz im Slalom von Zagreb am 5. Januar 2017 sein bestes Ergebnis war. Enttäuschend verliefen die Weltmeisterschaften 2017 in St. Moritz, wo er im zweiten Durchgang des Slaloms ausschied und im Mannschaftswettbewerb mit Platz vier knapp eine Medaille verpasste. Im Weltcupwinter 2017/18 folgten sechs weitere Top-10-Platzierungen. Dabei schaffte er am 21. Januar 2018 als Dritter des Slaloms von Kitzbühel erstmals den Sprung aufs Podest eines Weltcuprennens. Zwei Tage später beendete er den Nachtslalom von Schladming ebenfalls auf dem dritten Platz. Bei den Olympischen Winterspielen 2018 in Pyeongchang gewann er am 24. Februar im erstmals ausgetragenen Mannschaftswettbewerb mit dem Schweizer Team (zusammen mit Wendy Holdener, Denise Feierabend, Luca Aerni und Ramon Zenhäusern) die Goldmedaille, im Slalom klassierte er sich als Achter.
Nach zwei Top-10-Platzierungen zu Beginn der Weltcupsaison 2018/19 errang Yule am 22. Dezember 2018 beim Slalom von Madonna di Campiglio seinen ersten Weltcupsieg und beendete damit eine elf Jahre dauernde Flaute des Schweizer Slalomteams; letzter Schweizer Slalom-Weltcupsieger vor ihm war Marc Gini am 11. November 2007 auf der Reiteralm gewesen. Im weiteren Verlauf des Winters klassierte er sich mit einer Ausnahme stets unter den besten zehn, darunter zweimal als Dritter. Bei den Weltmeisterschaften 2019 in Åre gewann Yule eine weitere Goldmedaille im Mannschaftswettbewerb (zusammen mit Aline Danioth, Wendy Holdener, Ramon Zenhäusern, Andrea Ellenberger und Sandro Simonet), hingegen schied er im ersten Lauf des Slaloms aus.
In der Saison 2019/20 etablierte sich Yule endgültig an der Weltspitze der Slalomfahrer. Zum Auftakt klassierte er sich am 24. November 2019 in Levi als Dritter. Am 8. Januar 2020 wiederholte er seinen Vorjahreserfolg in Madonna di Campiglio. Vier Tage später gewann er auch den Slalom am Chuenisbärgli in Adelboden, was in zweierlei Hinsicht historisch bedeutend war: Zuletzt stand dort 2007 mit Marc Berthod ein Schweizer auf dem Podest, darüber hinaus war Yule damit der erste Schweizer Skirennfahrer mit mehr als zwei Slalom-Weltcupsiegen. Die Bestmarke von zwei Siegen hatte er zuvor mit Dumeng Giovanoli, Pirmin Zurbriggen und seinem früheren Trainer Didier Plaschy geteilt. Zwei Wochen später sicherte er sich am 26. Januar in Kitzbühel seinen vierten Weltcup-Sieg; es war dies zugleich der erste Schweizer Slalomsieg am Ganslernhang nach 52 Jahren.
Am 5. Dezember 2020 gab er in Santa Caterina sein Weltcupdebüt im Riesenslalom, die ersten Punkte in dieser Disziplin holte er zwei Tage später mit Platz 25 am selben Ort. Im Slalom konnte er jedoch nicht an die Leistungen des Vorwinters anknüpfen; die besten Weltcupergebnisse waren zwei siebte Plätze, hinzu kam der fünfte Platz bei den Weltmeisterschaften 2021 in Cortina d’Ampezzo. In der Saison 2021/22 gelangen ihm je ein zweiter und dritter Platz, bei den Olympischen Winterspielen 2022 fuhr er auf den sechsten Platz. Am 22. Dezember 2022 gelang Yule nach knapp drei Jahren wieder ein Weltcupsieg, als er zum dritten Mal den Slalom von Madonna di Campiglio gewann. Einen Monat später gewann er auch in Kitzbühel. Hingegen verliefen die Weltmeisterschaften in Courchevel mit Platz 24 enttäuschend.
Am 4. Februar 2024 qualifizierte sich Yule beim Weltcupslalom in Chamonix als 30. gerade noch für den zweiten Durchgang, überholte in diesem alle nach ihm Gestarteten und gewann das Rennen. Das war im Weltcup zuvor noch keinem Slalomfahrer gelungen. Ausserdem feierte er zusammen mit dem Zweitplatzierten Loïc Meillard den ersten Schweizer Slalom-Doppelsieg seit 1978.

### Privates
Yule belegte bei einer britischen Fernuniversität ein Studium der Wirtschaftswissenschaft, das er 2019 erfolgreich beendete. Im Februar desselben Jahres kritisierte er FIS-Präsident Gian Franco Kasper scharf, nachdem dieser in einem Interview den Klimawandel in Frage gestellt hatte. Daraufhin spendete Yule die Hälfte des Preisgeldes zweier Rennen einer Umweltschutzorganisation.

## Erfolge

### Olympische Spiele
- Pyeongchang 2018: 1. Mannschaftswettbewerb, 8. Slalom
- Peking 2022: 6. Slalom

### Weltmeisterschaften
- St. Moritz 2017: 4. Mannschaftswettbewerb
- Åre 2019: 1. Mannschaftswettbewerb
- Cortina d’Ampezzo 2021: 5. Slalom
- Courchevel 2023: 24. Slalom

### Weltcup
- 17 Podestplätze in Einzelrennen, davon 7 Siege:

| Datum             | Ort                  | Land       | Disziplin |
| ----------------- | -------------------- | ---------- | --------- |
| 22. Dezember 2018 | Madonna di Campiglio | Italien    | Slalom    |
| 8. Januar 2020    | Madonna di Campiglio | Italien    | Slalom    |
| 12. Januar 2020   | Adelboden            | Schweiz    | Slalom    |
| 26. Januar 2020   | Kitzbühel            | Österreich | Slalom    |
| 22. Dezember 2022 | Madonna di Campiglio | Italien    | Slalom    |
| 22. Januar 2023   | Kitzbühel            | Österreich | Slalom    |
| 4. Februar 2024   | Chamonix             | Frankreich | Slalom    |

- 2 Siege bei Mannschaftswettbewerben

### Weltcupwertungen
| Saison  | Gesamt | Gesamt | Riesenslalom | Riesenslalom | Slalom | Slalom |
| Saison  | Platz  | Punkte | Platz        | Punkte       | Platz  | Punkte |
| ------- | ------ | ------ | ------------ | ------------ | ------ | ------ |
| 2013/14 | 88.    | 50     | –            | –            | 30.    | 50     |
| 2014/15 | 51.    | 153    | –            | –            | 16.    | 153    |
| 2015/16 | 50.    | 201    | –            | –            | 13.    | 201    |
| 2016/17 | 34.    | 259    | –            | –            | 11.    | 259    |
| 2017/18 | 22.    | 370    | –            | –            | 5.     | 370    |
| 2018/19 | 11.    | 551    | –            | –            | 3.     | 551    |
| 2019/20 | 13.    | 495    | –            | –            | 3.     | 495    |
| 2020/21 | 50.    | 175    | 55.          | 6            | 16.    | 169    |
| 2021/22 | 24.    | 283    | –            | –            | 6.     | 283    |
| 2022/23 | 17.    | 401    | –            | –            | 4.     | 401    |
| 2023/24 | 29.    | 288    | –            | –            | 7.     | 288    |
| 2024/25 | 42.    | 217    | –            | –            | 14.    | 217    |

### Europacup
- Saison 2013/14: 10. Gesamtwertung, 1. Slalomwertung
- Saison 2014/15: 4. Slalomwertung
- 8 Podestplätze, davon 4 Siege:

| Datum             | Ort      | Land       | Disziplin |
| ----------------- | -------- | ---------- | --------- |
| 4. Dezember 2013  | Vemdalen | Schweden   | Slalom    |
| 2. Januar 2015    | Chamonix | Frankreich | Slalom    |
| 3. Januar 2015    | Chamonix | Frankreich | Slalom    |
| 15. Dezember 2016 | Fassatal | Italien    | Slalom    |

### Juniorenweltmeisterschaften
- Roccaraso 2012: 20. Super-G
- Jasná 2014: 3. Slalom

### Weitere Erfolge
- 12 Siege in FIS-Rennen
- 2 Schweizer Juniorenmeistertitel (Slalom 2012 und 2013)